# Apotemnofilia
Con apotemnofilia si definisce il desiderio su base erotica e sessuale (parafilia) di avere uno o più arti amputati o di apparire come se così fosse. In taluni casi può essere riconosciuta come un disturbo mentale e trattata con antipsicotici.
Viene associato al raro disturbo dell'identità dell'integrità corporea (BIID): l'apotemnofilia può essere una delle motivazioni che portano alla richiesta di amputazione di un proprio arto da parte dei pazienti che non lo riconoscono più come proprio. 
L'acrotomofilia è invece la parafilia che porta un soggetto a cercare partner sessuali con amputazioni fisiche, o in generale con disabilità fisiche o cognitive.